# Clouange
Cet article possède un paronyme, voir Coulanges.
Clouange est une commune française située dans le département de la Moselle, en région Grand Est.
Ses habitants sont appelés les Clouangeoises et les Clouangeois.

## Géographie
Clouange est une petite ville de Lorraine de 3 300 habitants située dans la vallée de l'Orne. Plus d'un tiers de la superficie de la commune est composé de forêts (121 ha).

### Communes limitrophes
|            |          | Vitry-sur-Orne |
| Rosselange | Clouange |                |
|            | Rombas   |                |

### Hydrographie

#### Réseau hydrographique
La commune est située dans le bassin versant du Rhin au sein du bassin Rhin-Meuse. Elle est drainée par l'Orne.
L'Orne, d'une longueur totale de 85,7 km, prend sa source dans la commune de Ornes et se jette  dans la Moselle à Richemont, après avoir traversé 37 communes.

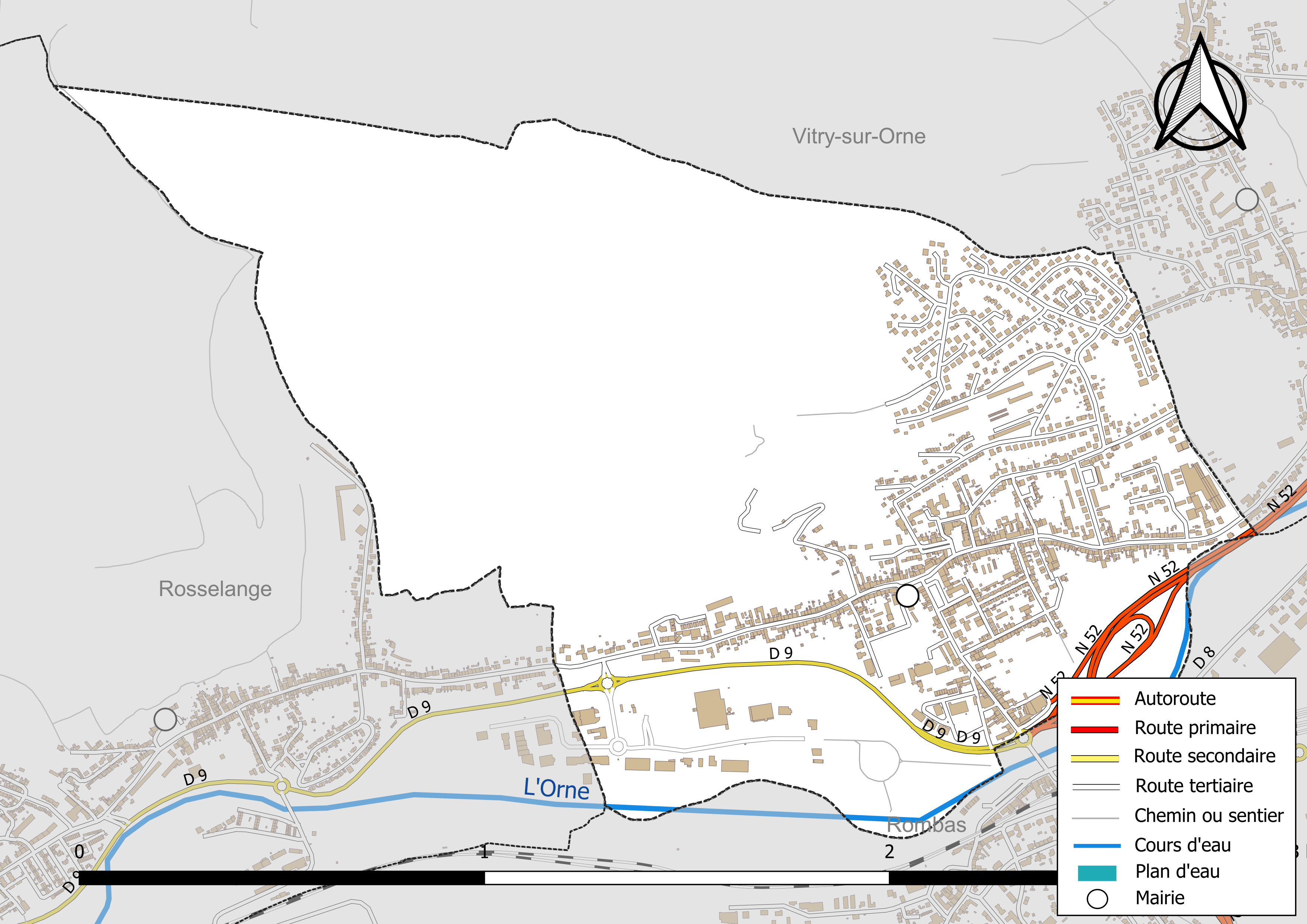
Réseaux hydrographique et routier de Clouange.

#### Gestion et qualité des eaux
Le territoire communal est couvert par le schéma d'aménagement et de gestion des eaux (SAGE) « Bassin ferrifère ». Ce document de planification, dont le territoire correspond aux anciennes galeries des mines de fer, des aquifères et des bassins versants associés, d'une superficie de 2 418 km2, a été approuvé le 27 mars 2015. La structure porteuse de l'élaboration et de la mise en œuvre est la région Grand Est. Il définit sur son territoire les objectifs généraux d’utilisation, de mise en valeur et de protection quantitative et qualitative des ressources en eau superficielle et souterraine, en respect des objectifs de qualité définis dans le SDAGE  du Bassin Rhin-Meuse.
La qualité de l'Orne peut être consultée sur un site dédié géré par les agences de l’eau et l’Agence française pour la biodiversité. 

### Climat
Pour des articles plus généraux, voir Climat du Grand Est et Climat de la Moselle.
En 2010, le climat de la commune est de type climat des marges montargnardes, selon une étude du Centre national de la recherche scientifique s'appuyant sur une série de données couvrant la période 1971-2000. En 2020, Météo-France publie une typologie des climats de la France métropolitaine dans laquelle la commune est exposée à un climat semi-continental et est dans la région climatique  Lorraine, plateau de Langres, Morvan, caractérisée par un hiver rude (1,5 °C), des vents modérés et des brouillards fréquents en automne et hiver. 
Pour la période 1971-2000, la température annuelle moyenne est de 9,5 °C, avec une amplitude thermique annuelle de 16,6 °C. Le cumul annuel moyen de précipitations est de 781 mm, avec 13,2 jours de précipitations en janvier et 9,4 jours en juillet. Pour la période 1991-2020, la température moyenne annuelle observée sur la station météorologique de Météo-France la plus proche, « Malancourt », sur la commune d'Amnéville à 3 km à vol d'oiseau, est de 10,2 °C et le cumul annuel moyen de précipitations est de 884,1 mm. 
La température maximale relevée sur cette station est de 39,3 °C, atteinte le 25 juillet 2019 ; la température minimale est de −17,9 °C, atteinte le 5 janvier 1985,,. 
| Mois                                  | jan.             | fév.             | mars           | avril           | mai             | juin            | jui.           | août           | sep.           | oct.            | nov.             | déc.             | année      |
| ------------------------------------- | ---------------- | ---------------- | -------------- | --------------- | --------------- | --------------- | -------------- | -------------- | -------------- | --------------- | ---------------- | ---------------- | ---------- |
| Température minimale moyenne (°C)     | −0,4             | −0,3             | 2,2            | 4,9             | 8,5             | 11,5            | 13,6           | 13,4           | 10,2           | 7,1             | 3,2              | 0,6              | 6,2        |
| Température moyenne (°C)              | 1,8              | 2,7              | 6,3            | 10              | 13,7            | 16,9            | 18,9           | 18,7           | 14,8           | 10,4            | 5,7              | 2,6              | 10,2       |
| Température maximale moyenne (°C)     | 4,1              | 5,8              | 10,4           | 15              | 18,8            | 22,2            | 24,3           | 24             | 19,4           | 13,8            | 8,1              | 4,6              | 14,2       |
| Record de froid (°C) date du record   | −17,9 05.01.1985 | −15,6 07.02.1991 | −14,6 01.03.05 | −6,1 12.04.1986 | −1,4 06.05.1979 | −0,1 05.06.1991 | 2,9 22.07.1980 | 2,9 24.08.1980 | 1,3 07.09.1985 | −3,4 24.10.03   | −10,8 23.11.1998 | −15,5 03.12.1973 | −17,9 1985 |
| Record de chaleur (°C) date du record | 15,2 05.01.1999  | 20,9 27.02.19    | 25,6 31.03.21  | 27,9 21.04.18   | 32,4 28.05.17   | 35,4 26.06.19   | 39,3 25.07.19  | 38,2 08.08.03  | 33,1 15.09.20  | 26,2 10.10.1979 | 21,1 02.11.20    | 15,6 17.12.15    | 39,3 2019  |
| Précipitations (mm)                   | 85,9             | 70,2             | 67,5           | 52,6            | 67,9            | 68,4            | 70,7           | 69,5           | 69,6           | 79,7            | 81,7             | 100,4            | 884,1      |

| Diagramme climatique                                  |             |             |           |             |              |              |            |              |             |            |             |
| J                                                     | F           | M           | A         | M           | J            | J            | A          | S            | O           | N          | D           |
| 4,1−0,485,9                                           | 5,8−0,370,2 | 10,42,267,5 | 154,952,6 | 18,88,567,9 | 22,211,568,4 | 24,313,670,7 | 2413,469,5 | 19,410,269,6 | 13,87,179,7 | 8,13,281,7 | 4,60,6100,4 |
| Moyennes : • Temp. maxi et mini °C • Précipitation mm |             |             |           |             |              |              |            |              |             |            |             |

Les paramètres climatiques de la commune ont été estimés pour le milieu du siècle (2041-2070) selon différents scénarios d'émission de gaz à effet de serre à partir des nouvelles projections climatiques de référence DRIAS-2020. Ils sont consultables sur un site dédié publié par Météo-France en novembre 2022.

## Urbanisme

### Typologie
Au 1er janvier 2024, Clouange est catégorisée centre urbain intermédiaire, selon la nouvelle grille communale de densité à sept niveaux définie par l'Insee en 2022.
Elle appartient à l'unité urbaine de Metz, une agglomération intra-départementale regroupant 42  communes, dont elle est une commune de la banlieue,,. Par ailleurs la commune fait partie de l'aire d'attraction de Luxembourg (partie française), dont elle est une commune de la couronne,. Cette aire, qui regroupe 115 communes, est catégorisée dans les aires de 700 000 habitants ou plus (hors Paris),.

### Occupation des sols
L'occupation des sols de la commune, telle qu'elle ressort de la base de données européenne d’occupation biophysique des sols Corine Land Cover (CLC), est marquée par l'importance des forêts et milieux semi-naturels (52,9 % en 2018), en diminution par rapport à 1990 (58 %). La répartition détaillée en 2018 est la suivante : 
forêts (47,1 %), zones urbanisées (33,4 %), cultures permanentes (7,6 %), milieux à végétation arbustive et/ou herbacée (5,8 %), zones industrielles ou commerciales et réseaux de communication (5,2 %), zones agricoles hétérogènes (0,8 %). L'évolution de l’occupation des sols de la commune et de ses infrastructures peut être observée sur les différentes représentations cartographiques du territoire : la carte de Cassini (XVIIIe siècle), la carte d'état-major (1820-1866) et les cartes ou photos aériennes de l'IGN pour la période actuelle (1950 à aujourd'hui).

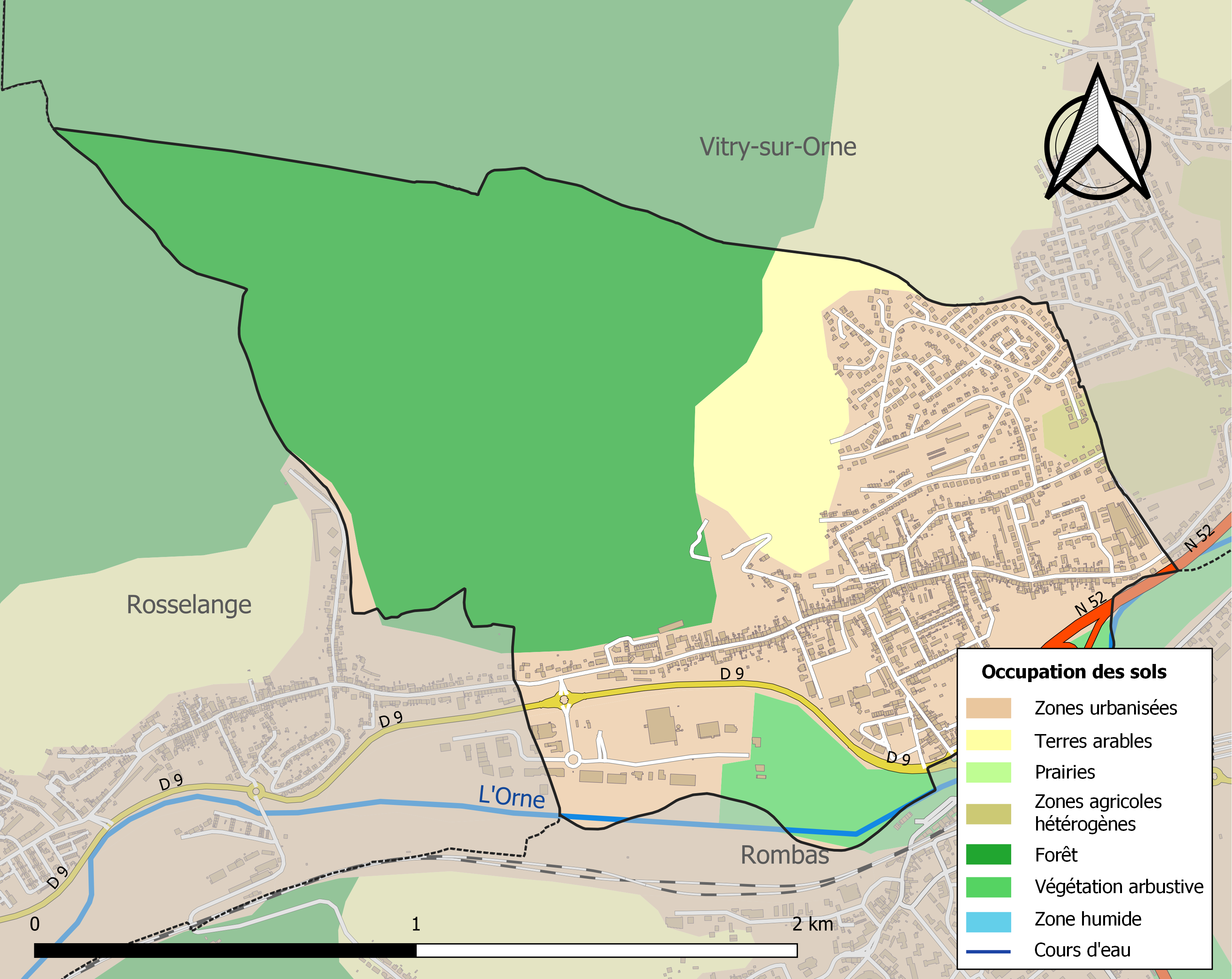
Carte des infrastructures et de l'occupation des sols de la commune en 2018 (CLC).

## Toponymie
- Ancien noms[17],[18]: Scolingas en 1157, Cloanges en 1244, Clenga en 1594, Cleuange en 1680.
- Kluingen (1907–1918), Klingen (1940–1944).
- Kluéngen en francique lorrain.

## Histoire
Le village appartient à la famille de Bettainvillers du XIVe au XVIe siècle.
En 1817, Clouange, village de l’ancienne province du Barrois, sur la rive gauche de l’Orne. Annexe moulin de Laroche. À cette époque on compte 228 habitants répartis dans 63 maisons.
Clouange fut rattaché à Vitry-sur-Orne de 1810 à 1907.

## Héraldique
| Blason | Blasonnement : Écartelé en sautoir ; au premier et au quatrième d'or à la rose de gueules, au deuxième et au troisième d'azur au bar d'or, celui de senestre contourné. Commentaires : Ce sont les armes des anciens seigneurs : les roses de Bettainvillers et les bars de ducs de Bar. |

## Politique et administration

### Liste des maires
La commune de Clouange a été réunie en 1810, avec Beuvange, à Vitry-sur-Orne ; puis à nouveau recréée en 1907, à partir de Vitry-sur-Orne.
| Période                                  | Période        | Identité             | Étiquette | Qualité |
| ---------------------------------------- | -------------- | -------------------- | --------- | ------- |
| Les données manquantes sont à compléter. |                |                      |           |         |
| mars 1947                                | octobre 1947   | Adolphe Kaltenbacher |           |         |
| octobre 1947                             | septembre 1956 | Marcel Bellinger     |           |         |
| septembre 1956                           | mars 1971      | Gaston André         |           |         |
| mars 1971                                | mars 1989      | Guido Jacob          | MR        |         |
| mars 1989                                | juin 1995      | René Dupont          |           |         |
| juin 1995                                | mars 2014      | Claude Diedrich      | DVD       |         |
| mars 2014                                | En cours       | Stéphane Boltz       | SE        | Employé |

## Démographie
L'évolution du nombre d'habitants est connue à travers les recensements de la population effectués dans la commune depuis 1793. Pour les communes de moins de 10 000 habitants, une enquête de recensement portant sur toute la population est réalisée tous les cinq ans, les populations de référence des années intermédiaires étant quant à elles estimées par interpolation ou extrapolation. Pour la commune, le premier recensement exhaustif entrant dans le cadre du nouveau dispositif a été réalisé en 2008.

En 2022, la commune comptait 3 591 habitants, en évolution de −0,31 % par rapport à 2016 (Moselle : +0,52 %, France hors Mayotte : +2,11 %).
| 1793 | 1800 | 1806 | 1910  | 1921  | 1926  | 1931  | 1936  | 1946  |
| ---- | ---- | ---- | ----- | ----- | ----- | ----- | ----- | ----- |
| 235  | 232  | 224  | 3 053 | 2 680 | 3 238 | 3 942 | 2 952 | 2 830 |

| 1954  | 1962  | 1968  | 1975  | 1982  | 1990  | 1999  | 2006  | 2008  |
| ----- | ----- | ----- | ----- | ----- | ----- | ----- | ----- | ----- |
| 3 006 | 3 454 | 4 678 | 4 120 | 4 321 | 3 713 | 3 643 | 3 846 | 3 904 |

| 2013  | 2018  | 2022  | - | - | - | - | - | - |
| ----- | ----- | ----- | - | - | - | - | - | - |
| 3 798 | 3 389 | 3 591 | - | - | - | - | - | - |

## Économie

Magasin SUPER U dans la ZAC de Belle Fontaine

Ancien bourg vigneron, la ville a su se moderniser et possède aujourd'hui un important tissu associatif et de nombreux commerces.
Sa zone industrielle se nomme la Belle Fontaine.

## Médias
Depuis le 30 avril 2017, Clouange accueille le siège et les studios de BLE Radio, web radio lancé par le Groupe BLE Lorraine.

## Sports
Le Ligue de Lorraine de Tir sportif a son siège à Clouange, dans le ZAC de "Belle Fontaine".

## Culture locale et patrimoine

### Lieux et monuments

#### Édifices civils
- Ferme-château construite en 1580 et détruite en 1952. Dans l’actuel jardin du presbytère se trouvait un colombier construit en 1580, détruit en 1937.
- Lieu-dit la Belle Fontaine : l'eau était récupérée pour faire la limonade Reuter de Clouange.
- Mairie : bâtiment à trois étages construit en 1913, un clocher est ajouté en 1930.
- Fontaine et statue représentant un enfant et une oie ; rasée par la municipalité en 1960, le cercle de mémoire de la ville l'a recherchée longtemps en vain croyant même la retrouver au musée du Louvre, la municipalité a profité du réaménagement récent du centre-ville pour recréer la fontaine et sa statue.
- Espace Culturel moderne La Galerie.

#### Édifices religieux

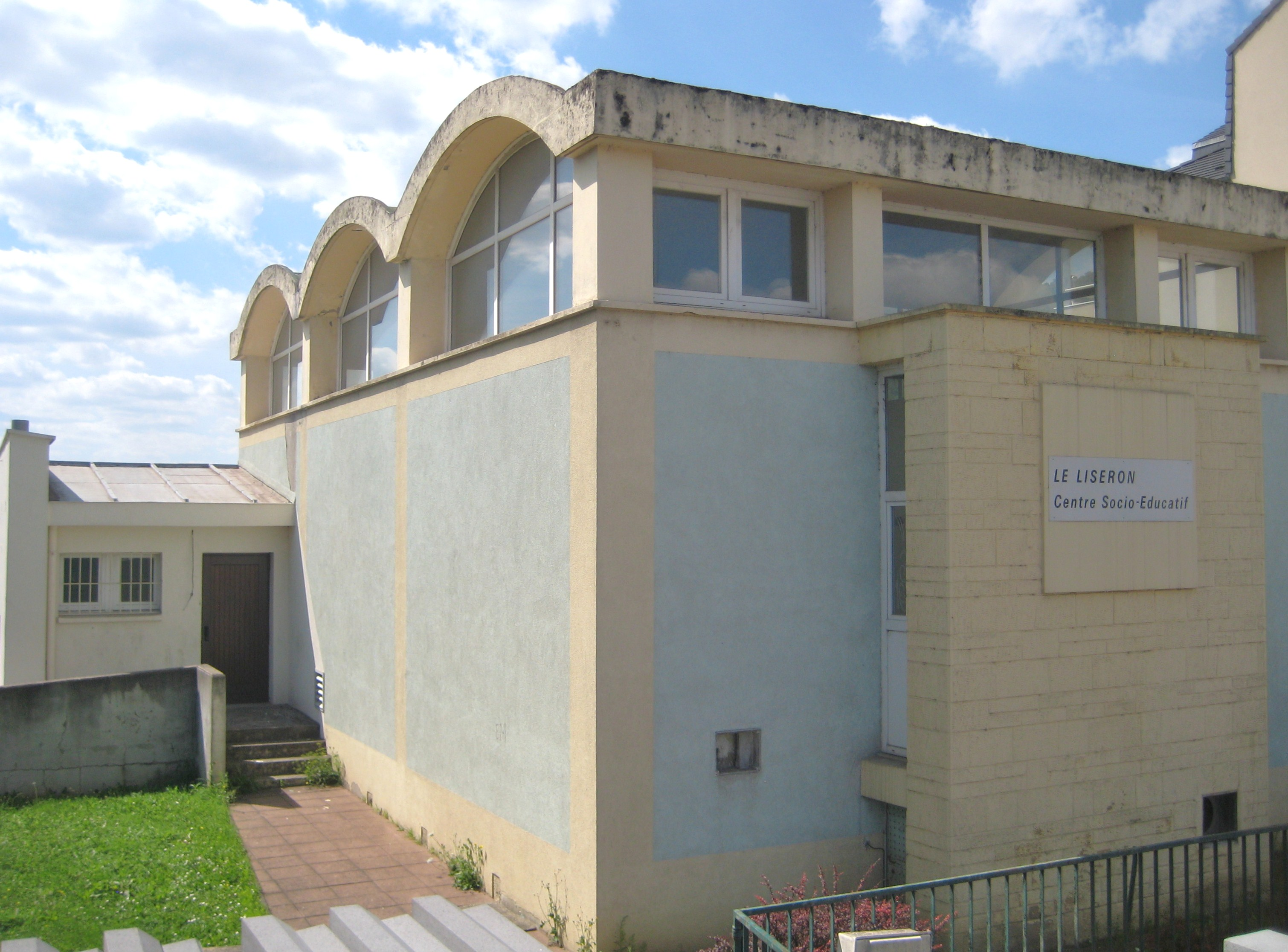
Église évangélique Arc-en-Ciel.

- Église paroissiale Saint-Henri, construite à l’initiative du chanoine Colin, inaugurée en 1904, totalement restaurée, à l’endroit d’un ancien pressoir ;
- Église évangélique Arc-en-Ciel. Construit en 1960, l'édifice fut brièvement une synagogue puis une maison de jeunesse.
- Calvaire de 1682 visible dans le cimetière, à l'origine place du Chanoine-Colin, sert de monument aux morts après la guerre de 1870 avant d'être remplacé par un Poilu en 1920.
- Synagogue de Clouange.

### Personnalités liées à la commune
- Henri Colpi, réalisateur, scénariste et monteur, ayant obtenu la Palme d’or au festival de Cannes en 1961 avec le film Une aussi longue absence[26].

### Héraldique
L'écusson de la ville représente deux barbeaux d'or et des roses. Il symbolise le fait que Clouange se soit trouvée sous la domination des ducs de Bar.

## Pour approfondir